# Loehan
De Loehan (Oekraïens: Луга́нь) is een rivier in het oosten van Oekraïne. De rivier mondt uit in de Severski Donets en is onderdeel van het stroomgebied van de Don. 
De bron ligt bij de stad Horlivka; van daar stroomt de rivier in oostelijke richting.
Het stroomgebied van de Loehan bedraagt 3.740 km².
De rivier wordt voornamelijk met smeltwater gevoed, waardoor deze in de droge zomerperiode regelmatig twee maanden droog valt. Van december tot maart is de rivier vaak bevroren.